# Herbert Hooverplein
Het Herbert Hooverplein, kortweg Hooverplein, is een plein in het centrum van de Belgische stad Leuven. Het plein werd in 1938 vernoemd naar Herbert Hoover. Deze president van de Verenigde Staten was een kleine twintig jaar voor zijn presidentschap voorzitter van de Commission for Relief in Belgium. Dankzij zijn inzet als voorzitter en uit eigen gelden werd de bouw van de nieuwe Universiteitsbibliotheek en de heropbouw van de boekencollectie voor de KU Leuven mogelijk gemaakt. De vorige bibliotheek van de universiteit was door de Duitse bezetter in de Eerste Wereldoorlog volledig vernield. Het Hooverplein grenst aan de noordelijke zijde aan het Monseigneur Ladeuzeplein en de Universiteitsbibliotheek.
In het verleden stond aan de oostzijde van het plein een deel van de eerste middeleeuwse ringmuur. Het Herbert Hooverplein was toen het kerkhof van de oude Sint-Michielskerk. Het kerkhof verdween met de Franse tijd. Voor 1938 heette het plein overigens de Graanmarkt.
De naam in het Leuvense dialect, Steenkarlisse, verwijst naar een klooster van de Clarissen vlak ernaast. Er was ook een Jeirkarlisse (huidige Ladeuzeplein). Jeir betekent aarde in het Leuvens. (cf. jeirebezen: aardbeien)
De rijweg aan de westzijde en de parkeerplaatsen verdwenen bij de invoering van het circulatieplan in 2016. Tussen 2018 en 2020 werd het plein omgevormd tot een groen en autoluw stadsplein met ruimte voor terrassen en evenementen. Het plein werd één grote voetgangerszone, waarbij de westelijke rijweg nu een deel van het plein is. Er zijn nog enkel een aantal shop-and-go-parkeerplaatsen en een nieuwe bomenrij aan de oostzijde van het plein. De bestaande groenperken met de smeedijzeren omranding rond het standbeeld van Edouard Remy werden behouden. Sinds december 2020 staan er witte zitbanken die bestaan uit eco-vriendelijke betonnen elementen met daarop houten zitvlakken. Bij het duurzaam ontwerp is rekening gehouden met minder mobiele personen: de meeste banken hebben een rugleuning en een armleuning. Het plein is ondertussen een vaste ontmoetingsplek geworden voor ouders, grootouders en hun kinderen.

## Water
Leuven is een stad met veel water, dankzij de Dijle, de Vunt en de Voer. En dat is ook te zien in het ontwerp van deze nieuwe waterspeelfontein. De fontein op het Herbert Hooverplein is onderdeel van het project om de historische stadsomwalling van Leuven opnieuw te visualiseren in de hele stad. De elf stadspoorten van de eerste stadsomwalling rond Leuven worden zichtbaar gemaakt met verlichte strips uit cortenstaal, die worden verwerkt in de straten. De fontein heeft de vorm van het stratenplan van Leuven, zoals Jacob van Deventer, de beroemde Nederlandse cartograaf, het in 1550 uittekende. De waterfontein met een diameter van 18 meter, zorgt voor fijne watermomenten. Centraal op het plein is een gelijkgrondse fontein die het middeleeuwse stadsplan met de rivieren, de poorten en de stadsmuur verbeeldt. De fontein omvat 60 waterspuiters, nevelspuiters, waterloopjes en 128 leds en is opgebouwd uit natuurstenen platen. In de stenen uitgekapte waterlopen zitten leidingen verwerkt, waardoor water door de rivieren stroomt. Verspreid over de fontein zijn spuitkopjes geïntegreerd waaruit water kan spuiten tot maximum 2 meter hoog. Afhankelijk van de drukte op het plein spuit het water hoger of lager. Met een hogedrukvernevelingssysteem kan de fontein nevel produceren. Het water wordt aangestuurd door een interactief sensorsysteem. De fontein kan uitgeschakeld worden tijdens de evenementen en de wekelijkse markt. Het water van de fontein zit in een circuit en wordt telkens opnieuw gebruikt. Zo voorkomt men verspilling. Bovendien wordt het water continue gereinigd en in de gaten gehouden zodat de kwaliteit goed blijft. Regenwater watert af naar de 2 westelijke groenvakken. Bomen krijgen meer groeikansen dankzij speciale ondergrondse boomkratten rond de bomen. Waar mogelijk is het verharde plein waterdoorlatend.

## Kunst

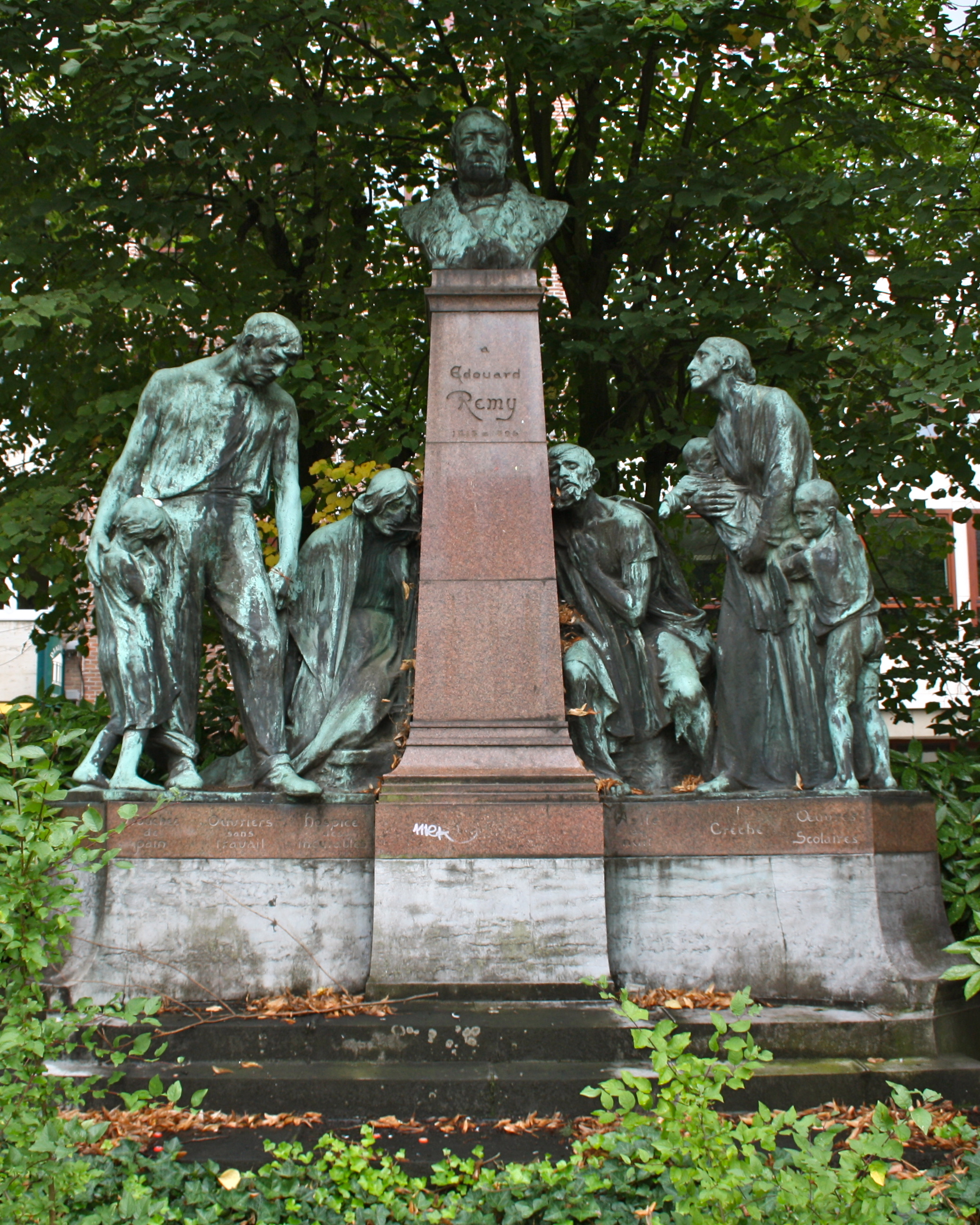
Monument aan Edouard Remy, stichter van het Remy bedrijf, weldoener van de stad Leuven.

Op het plein staat het Monument Edouard Remy, een monument met borstbeeld van en in ere voor Edouard Remy (1813-1896), een Leuvens industrieel en filantroop, ontworpen door art-nouveau-architect Victor Horta en uitgewerkt door Pieter Braecke. Deze wilde weldoener schonk jaarlijks 10.000 euro aan de stad om werklozen aan een job te helpen. Hij zorgde ervoor dat zijn werknemers een betaalbare woning konden krijgen. Er was een spaarkas, een mutualiteit, een kribbe, een kas voor onderlinge bijstand, een woonzorgcentrum, ... Zijn bedrijf uit Wijgmaal was wereldleider in rijstderivaten. Rijstzetmeel wordt vanaf 1855 gebruikt om stijfsel te maken en zorgde voor een ongekende bloei. Hij weigerde de titel van baron maar kreeg wel dit standbeeld in 1899. Centraal staat de figuur Remy, aanbeden door meelijwekkende man, vrouw en kinderen. De smeedijzeren omheining is eveneens art nouveau.
Tussen 1988 en 2019 stond naast de Universiteitsbibliotheek tevens de Ballon van de Vriendschap, een monument van en ter ere van de Leuvense Mannen van het Jaar, een 11 m hoog koperen werk van de Leuvense kunstenaar Dany Tulkens. Op 1 augustus 2019 werd deze naar aanleiding van de heraanleg van het plein verplaatst naar het bloemenperk aan het busstation van De Lijn op het Martelarenplein voor het station.
Diverse kunstenaars werkten mee aan de kunstige versiering van de elektriciteitskasten op de uiteinden van de groenvakken voor het project ‘Kunstbak’.

## Evenementen
- Wekelijkse vrijdagmarkt
- Jaarlijkse kermis tijdens de maand september
- Jaarlijkse kerstmarkt in december
- Jaarlijkse eindejaarscorrida